# Blood, Sweat and Tears (álbum)
Blood, Sweat and Tears es un álbum del cantante Johnny Cash lanzado en 1963. Cada canción del CD relata la vida de un trabajador estadounidense, como The Legend of John Henry's Hammer y Busted, que luego serían utilizadas en el CD At Folsom Prison.

## Canciones
1. The Legend of John Henry's Hammer – 8:24
2. Tell Him I'm Gone – 3:03
3. Another Man Done Gone – 2:35
4. Busted – 2:17
5. Casey Jones – 3:02
6. Nine Pound Hammer – 3:15
7. Chain Gang – 2:40
8. Waiting for a Train – 2:06
9. Roughneck – 2:11

## Personal
- Johnny Cash - Guitarrista y Vocalista
- The Carter Family - Vocalistas de Fondo
- Luther Perkins - Guitarrista
- Bob Johnson - Guitarra y Banjo
- Marshall Grant - Bajo
- W.S. Holland - Percusión
- Maybelle Carter - Autoarpa
- Bill Pursell - Piano

Personal Extra
- Frank Jones - Productor
- Don Law - Productor
- Vic Anesini - Masterización
- Frank Bez - Fotografía

## Reconocimientos
Álbum - Billboard (América del norte)
| Año  | Tabla      | Posición |
| ---- | ---------- | -------- |
| 1963 | Discos Pop | 80       |

Singles - Billboard (América del norte)
| Año  | Sencillo | Tabla              | Posición |
| ---- | -------- | ------------------ | -------- |
| 1963 | "Busted" | Singles de Country | 13       |